# 齋藤平
齋藤 平（さいとう たいら、1964年12月26日 - ）は、日本の国語学者。皇學館大学文学部国文学科教授。

## 来歴
三重県度会郡二見町松下（現在の三重県伊勢市二見町松下）出身。

### 学歴
1983年に三重県立宇治山田高等学校を卒業、1988年に皇學館大学文学部国文学科を卒業。1990年に同大学大学院文学研究科博士前期課程修了、1992年に同大学院文学研究科博士後期課程を中途退学。2022年に「地震津波記念碑の社会言語学的研究」で博士（文学）の学位を取得。

### 職歴
1991年に鈴鹿工業高等専門学校非常勤講師（日本語教育）。1992年に皇學館大学文学部助手。1996年に伊勢保健衛生専門学校非常勤講師（文学）、皇學館大学神道研究所兼任所員、NKKグループ・三重国際学院日本語学校非常勤講師（日本語教師教育）。2000年に皇學館大学文学部専任講師。2004年に皇學館大学文学部助教授（2007年に准教授）、人間環境大学人間環境学部非常勤講師。2013年に皇學館大学文学部教授。2021年に皇學館大学学生部長。2023年に皇學館大学副学長。2025年に皇學館大学学長。

## 著書

### 単著
- 『伊勢志摩圏域を中心とした言語研究』（ゼロ、2012）
- 『「神風の」考－風をめぐる文学とことば』（伊勢神宮崇敬会、2014）

### 編著
- 『方言地図作成講座』（皇學館大学、2003）

### 共著
- （濱川勝彦・半田美永）『伊勢志摩と近代文学』（和泉書院、1999）ISBN 4870889684
- （西宮一民）『上代語と表記』（おうふう、2000）ISBN 4273031515
- （中世神道語彙研究会）『神道資料叢刊十　日本書紀私見聞』（皇學館大学神道研究所、2004）
- （大池茂樹・大島信生）『津波記念碑の社会言語学的研究及び書学的研究』（皇學館大学、2006）